# 2raumwohnung
A 2raumwohnung egy 2000-ben alapított német popduó. Két tagja Inga Humpe és Tommi Eckhart.

## Története
A zenekar egy cigarettareklámhoz készült, Wir trafen uns in einem Garten című számával tűnt fel. Ezután kiadtak egy kislemezt, majd egy teljes albumot is Kommt zusammen címmel. Következő kislemezük a 2 von Millionen von Sternen címet kapta.
2003-ban adták ki lemezük második kiadását In wirklich, majd a harmadik nagyalbumukat 2004-ben Es wird Morgen címmel. Melankolisch schön albumukat 2005-ben, a  36grad címűt pedig 2007 februárjában jelentették meg.

## Diszkográfia

### Stúdióalbumok
- Kommt zusammen (2001)
- In wirklich (2002)
- Es wird Morgen (2004)
- Melancholisch schön (2005)
- 36 Grad (2007)
- Lasso (2009)
- Achtung fertig (2013)

### Kislemezek
- Wir trafen uns in einem Garten (2000)
- Nimm mich mit – Das Abenteuer Liebe usw (2001)
- Sexy Girl (2001)
- 2 von Millionen von Sternen (2001)
- Ich und Elaine (2002)
- Ich weiss warum (2002)
- Freie Liebe (2003)
- Spiel mit (2004)
- Wir sind die Anderen (2004)
- Sasha (Sex Secret) (2005)
- Melancholisch schön (2005)
- Besser geht’s nicht (2007)
- 36 Grad (2007)
- Mir kann nichts passieren (2007)
- 36 Grad (2008)
- Wir werden sehen (2009)
- Body is Boss (2009)
- Rette mich später (2010)
- Der letzte Abend auf der Welt (2010)
- Bei dir bin ich schön (2013)
- Bye Bye Bye (2014)

## Fordítás
- Ez a szócikk részben vagy egészben  a(z)   2raumwohnung című angol Wikipédia-szócikk ezen változatának fordításán alapul.  Az eredeti cikk szerkesztőit annak laptörténete sorolja fel. Ez a jelzés csupán a megfogalmazás eredetét és a szerzői jogokat jelzi, nem szolgál a cikkben szereplő információk forrásmegjelöléseként.